# Żywot kanclerza i hetmana Jana Zamoyskiego

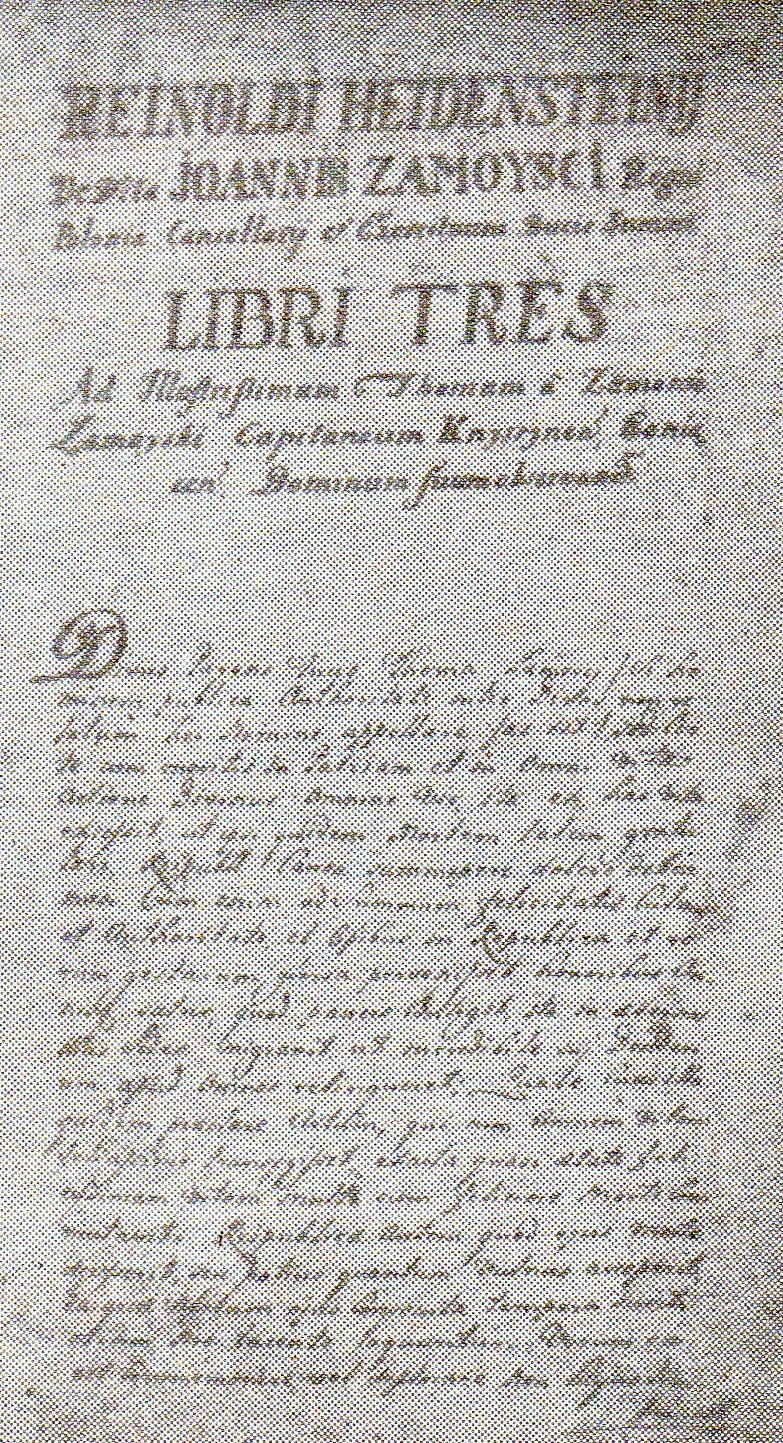
Rękopis ze zbiorów Biblioteki Ordynackiej Zamoyskich

Żywot kanclerza i hetmana Jana Zamoyskiego (łac. Vita Ioannis Zamoscii Regni Poloniae Cancelarii et Exercituum Ducis Summi) – łaciński życiorys Jana Zamoyskiego (1542-1605) autorstwa Reinholda Heidensteina. Dzieło zadedykowane zostało synowi kanclerza – Tomaszowi Zamoyskiemu.
Życiorys, nad którym pracę Heidenstein rozpoczął w 1605, tuż po śmierci Zamoyskiego, składa się z trzech ksiąg:
- pierwszej – poświęconej młodości, studiom naukowym i początkom kariery,
- drugiej – obejmującej działalność za czasów króla Stefana Batorego,
- trzeciej – opisującej okres od śmierci Batorego do śmierci Zamoyskiego[1].

Historycy badający dzieło, w tym Artur Śliwiński, zgodnie uznają wartość historyczną informacji zawartych w żywocie, nieco tylko umniejszoną o elementy panegiryczne. Publikacja nie wyszła drukiem za życia autora, była jednak czytana w licznych rękopisach i zamieszczana w kodeksach. Pierwsze, dość nieudane tłumaczenie na język polski wykonał Franciszek Bohomolec. Następne ukazało się w miesięczniku Mówią Wieki w 1980, a jego autorem był Andrzej Kempfi. Podstawą tego tłumaczenia było wydanie tekstu łacińskiego przez Tytusa Działyńskiego w Poznaniu, w 1861 – Collectanea vitam resque gestas Ioannis Zamoscii illustrantia.